# Cruel Tie
Cruel Tie (ранее известные как All Tomorrow's Parties) — альтернативная рок-группа из Ташкента (Узбекистан), базирующаяся в Москве (Россия). В её состав входят Владлен Шин (вокал, гитара, клавишные), Вадим Тихонов (вокал, гитара), Руслан Тихонов (бас-гитара, бэк-вокал) и Владислав Чернин (ударные, перкуссия, скрипка, клавишные, бэк-вокал). 23 мая 2017 на лейбле Kometa вышел первый официальный полноформатный альбом "Life Is Laughing At Us And That's OK".

## История

### All Tomorrow's Parties (2011-2014)
Группа была основана летом 2011 года в Ташкенте (Узбекистан) и вскоре начала набирать популярность на андеграундной рок-сцене города.
В сентябре 2012 года All Tomorrow’s Parties заняли первое место в конкурсе «Стань Хедлайнером» от организации Iosis Fest, а в марте 2013 приняли участие в ИльхомРокФесте — ежегодном фестивале рок-музыки, проводимом в театре Марка Вайля «Ильхом».

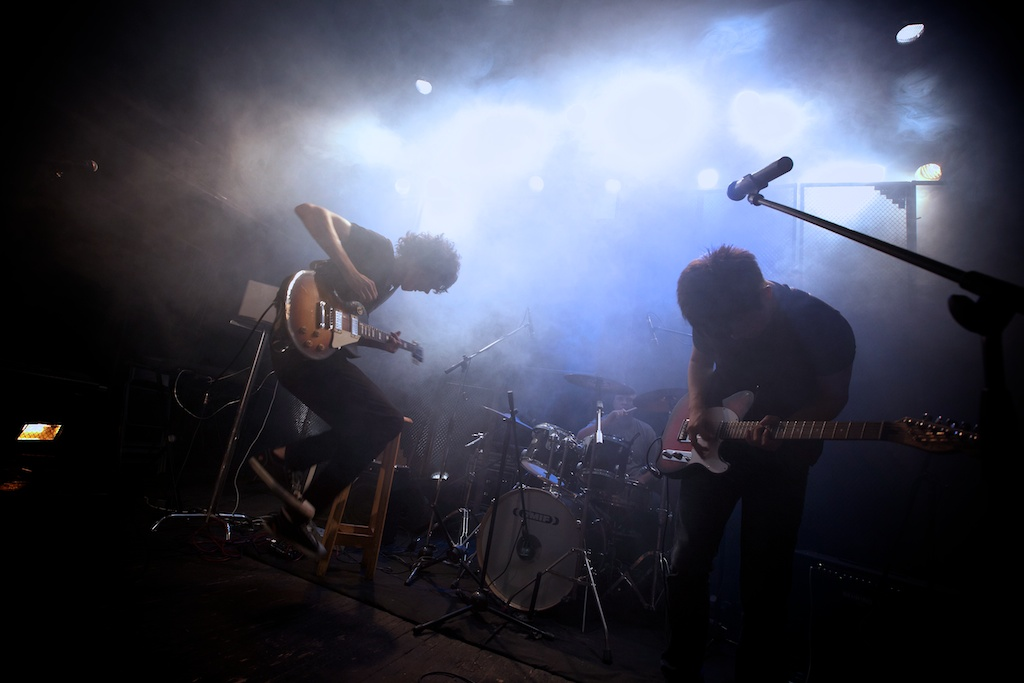
Выступление группы на Ilkhom Rock Festival в 2013 г.

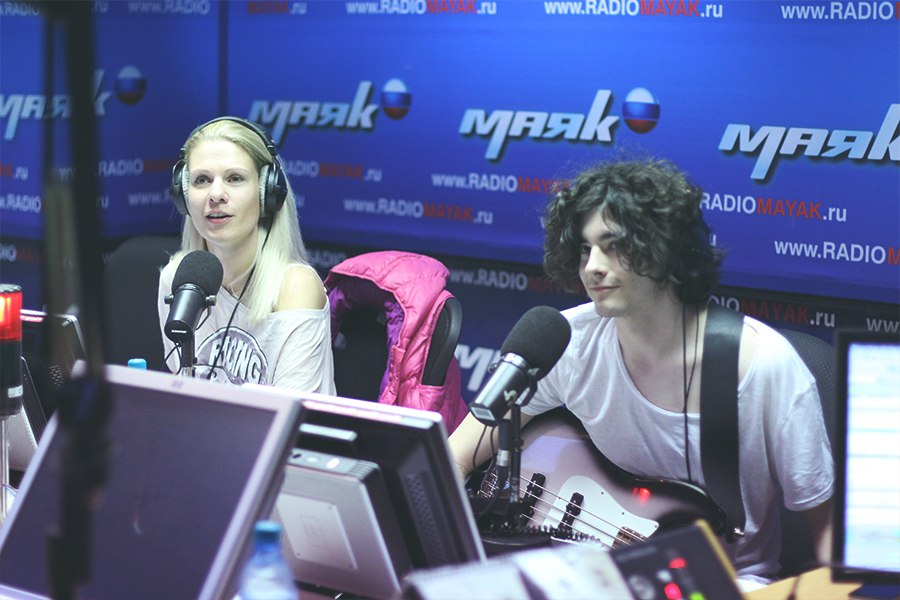
Руслан Тихонов на радио «Маяк».

Двое участников группы, Вадим и Руслан Тихоновы, были задействованы в спектакле в жанре СаунДрама «Дождь за стеной», поставленном российским режиссёром Владимиром Панковым по пьесе Юрия Клавдиева. Премьера состоялась в театре «Ильхом» 21 мая 2013 года. Помимо непосредственного участия в спектакле на сцене, музыканты также выступили в качестве соавторов музыкального сопровождения к нему.
1 июля 2013 года All Tomorrow’s Parties загрузили на свой YouTube-канал видеоклип на своеобразный мэш-ап из 9 песен английской группы Arctic Monkeys, исполненный и записанный All Tomorrow’s Parties. Видео было создано для участия в конкурсе от организаторов фестиваля «Субботник». Автор лучшего кавера на Arctic Monkeys получал возможность лично встретиться с участниками группы во время их пребывания в Москве в рамках тура. Несмотря на то, что All Tomorrow’s Parties не одержали победу в конкурсе по итогам голосования, «Arctic Monkeys Mash-Up» стал довольно популярен в социальных сетях и на YouTube, набрав наибольшее количество просмотров по сравнению с другими участниками.
В июле 2013 года группа переехала в Москву, попутно выпустив в формате цифрового релиза для скачивания в интернете дебютный альбом «3», записанный в Ташкенте в домашней студии Алексея Полякова. Альбом, позиционируемый музыкантами как демозапись, а также выпущенные в период между ноябрём 2012 и маем 2013 шесть синглов привлекли некоторый интерес к группе, несмотря на то, что запись проходила в домашних условиях, и качество заметно отличалось от студийного. Российский музыкальный блог «Hipster & Indie» внёс альбом «3» в список «Лучших релизов июля», а композиция «Kleptomania» была использована в качестве саундтрека к короткометражному фильму независимого ташкентского режиссёра Даниела Мусаелова «Я по объявлению» (2013).
В сентябре 2013 года All Tomorrow’s Parties стали лауреатами фестиваля «Индюшата-2013», организатором которого является Александр Кушнир. Выступление группы в клубе «Шестнадцать тонн» на фестивале открывал вступительной речью российский музыкальный критик Сергей Гурьев.
В 2014 году группа выступила на нескольких примечательных московских мероприятиях, в том числе на вечеринке «Syntax» в клубе «Солянка» - вместе с хедлайнерами Manicure. 1 мая All Tomorrow's Parties стали гостями музыкальной передачи «Профитроли» на радио «Маяк». Помимо беседы с участниками группы, эфир включал в себя живое исполнение нескольких акустических песен. Видео-трансляция передачи была доступна в режиме онлайн на сайте «Маяка».
В июне 2014 года наряду с такими российскими группами, как Pompeya и On-The-Go, All Tomorrow's Parties стали участниками «Motherland Summer», ежегодного фестиваля, который был создан и курируется развивающейся медиа-формацией Motherland, поддерживающей отечественных независимых музыкантов.
13 сентября 2014 года увидел свет новый сингл «Behaving» - первый трек, записанный группой в профессиональной студии. Презентация в Москве прошла в клубе «Мастерская», концерт был анонсирован на Афише-Волне в рубрике «Концерты недели».

### Cruel Tie
В течение зимы 2014-2015 гг. коллектив работал над мини-альбомом, включающим в себя четыре трека, два из которых являлись переаранжированными старыми композициями - «Nerd» и «I Know I Know Nothing».
В феврале 2015 года группа объявила о переименовании и выпустила промосингл «I Know I Know Nothing» уже под новым названием.
"Название All Tomorrow's Parties было выбрано по инерции и временно. Мы оставили его за собой и растянули решение о смене до лучших времён. Всё это затянулось на 3 года...
...Связь с The Velvet Underground нас не пугала. Более важной причиной переименования является существование знаменитого британского одноименного музыкального фестиваля и лейбла. All Tomorrow's Parties - это зарегистрированный бренд. И так как у нас есть определенные планы двигать свою музыку на запад, мы бы неминуемо подошли к такому решению - не сейчас, так позже.
Cruel Tie. В переводе с английского - "Жестокий галстук". Это название пришло внезапно и устроило всех и сразу. Английское звучание, как и его значение, на наш взгляд, отлично отражает характер нашей музыки. Метафора свободы, противопоставления навязанным нормам и конформизму."
4 марта одноименный мини-альбом был презентован на сайте издания Афиша-Волна. Релиз был встречен положительными рецензиями в ряде изданий, в частности в рубрике «Новая русская музыка» на сайте журнала «Метрополь».

## Состав
Текущий состав
- Вадим Тихонов — вокал, гитара (2011—наши дни)
- Руслан Тихонов — бас-гитара, бэк-вокал (2011—наши дни)
- Владислав Чернин — ударные, перкуссия, скрипка, клавшные, бэк-вокал (2016—наши дни)
- Николай Кузнецов — гитара, вокал (2020—наши дни)
- Владлен Шин — вокал, гитара, клавишные (2010—2020, 2022—наши дни)

Бывшие участники
- Евгений Сматраков — ударные (2011—2013)
- Денис Кузнецов — ударные, перкуссия (2013—2016)
- Владимир Сень — ударные (2022—2025)

## Дискография

### Как All Tomorrow's Parties
Синглы
- Nerd (20 ноября 2012)
- I Know I Know Nothing (7 декабря 2012)
- 07:20 PM (7 января 2013)
- Russian Watermelon (9 февраля 2013)
- Just Crap or Something (28 марта 2013)
- Motion Sensor Light (31 мая 2013)
- Behaving (13 сентября 2014)

Микстейпы
- 3 (8 июля 2013)

### Как Cruel Tie
Синглы
- I Know I Know Nothing (промосингл) (28 февраля 2015)
- Step Forward / Step Back (22) (12 мая 2017)[22]
- Cutting Ties (21 сентября 2018)
- Shitfaced (здец) (3 июля 2020)[23]
- Funeral Flavored Cigarette in the Morning (10 декабря 2020)
- Home Alone (23 декабря 2020)

Мини-альбомы
- Cruel Tie (4 марта 2015)
- Emo Waltz (7 сентября 2018)
- Б (16 декабря 2018)[24]
- Are You Happy Now? (акустика) (2 октября 2020)

Альбомы
- Life Is Laughing at Us and That's OK (23 мая 2017)[25][26]
- Simplicity You Lack (19 ноября 2021)
- Simplicity You Lack 2 (25 августа 2023)

### Профили
- Официальный аккаунт в Instagram
- Официальная страница на Facebook
- Видеоканал Cruel Tie на YouTube
- Тексты песен группы на Genius
- Официальная страница на SoundCloud

### Интервью
- Шоу «Наше утро» — Архив эфира Нашего радио на Moskva.FM. (5 сентября 2013 г.)
- Гала-концерт фестиваля «Индюшата 2013» пройдёт в конце октября — РИА Новости (17 октября 2013 г.)
- Академия коммуникаций Wordshop — Wordshop зажигает рок-звезды. (28 октября 2013 г.)
- Far From Moscow (недоступная ссылка) — David MacFadyen. «Raucous music for kindly souls.» Plenty of noise from WLVS, Bears Garden, Looch, and All Tomorrow’s Parties. (6 ноября 2013 г.)
- Volna Records: Cruel Tie - "Cruel Tie". Нерусский рок - монохромный, напористый и мощный — Афиша-Волна (4 марта 2015 г.)